# Rudolf Lessky
Rudolf Lessky (* 3. Oktober 1935 in Ried im Innkreis) ist ein Österreichischer Hauptschullehrer, Musikpädagoge, Kirchenmusiker und Komponist.

## Leben
Lessky absolvierte eine Ausbildung zum Hauptschullehrer und legte die Lehramtsprüfung für Musikerziehung an Hauptschulen ab. Er trägt den Titel Oberschulrat und im Jahre 1994 wurde ihm der Titel Professor verliehen. Er studierte am Bruckner-Konservatorium in Linz und gründete im Jahre 1983 die Musikhauptschule Schärding, deren Direktor er bis zum Jahre 1997 war.  Von 1963 bis 2003 war Lessky Chorleiter an der Stadtpfarrkirche Schärding. Dort gründete er im Jahre 1972 das Schärdinger Kammerorchester, mit dem er neben Konzerten in Österreich auch Konzertreisen ins Ausland unternahm.
Von 1988 bis 1997 war Lessky Oberösterreichischer Landesobmann der Arbeitsgemeinschaft der Musikerzieher Österreichs.
Als Komponist schuf er geistliche und weltliche Musik sowie Volksliedsätze.
Rudolf Lessky ist der Bruder von Friedrich Lessky, Vater von Gerhard Lessky und Onkel von Michael Lessky.

## Bibliografie
- Hofrat Dr. Leopold Daxsperger. Ein Leben für die Musik. Jahrbuch der Innviertler Künstlergilde 1998/99 (Ried 1999), S. 31–33
- OStR. Prof. Ludwig Daxsperger – ein Leben voll Musik. Zum 100. Geburtstag am 8. Juli 2000. Jahrbuch der Innviertler Künstlergilde 2000/ 2001 (Ried 2001), S. 87–89
- Leopold und Ludwig Daxsperger – Zwei Innviertler Musikerpersönlichkeiten. In: Der Bundschuh. Schriftenreihe des Museums Innviertler Volkskundehaus 10, 2007, S. 120–124
- Erzherzog Johann und „sein“ Jodler. In: Der Bundschuh. Schriftenreihe des Museums Innviertler Volkskundehaus 14, 2011, S. 71–73
- Singpartitur: Innviertler Krippenmesse für gemischten Chor a cappella, Musikverlag Doblinger, Partitur in der Musiksammlung der Österreichischen Nationalbibliothek abgerufen am 13. Juli 2014